# Griselles (Loiret)
Griselles ist eine französische Gemeinde mit 818 Einwohnern (Stand: 1. Januar 2022) im Département Loiret in der Region Centre-Val de Loire.Sie gehört zum Arrondissement Montargis und zum Kanton Courtenay. Die Einwohner werden Grisellois genannt.

## Geographie
Die Gemeinde Griselles liegt zehn Kilometer nordöstlich von Montargis in der Landschaft Gâtinais am Cléry. Umgeben wird Griselles von den Nachbargemeinden Chevannes im Norden, Pers-en-Gâtinais im Nordosten, La Selle-sur-le-Bied im Osten und Südosten, Paucourt im Süden und Südwesten, Juranville im Südwesten und Westen sowie Ferrières-en-Gâtinais im Westen. Durch den Süden der Gemeinde verläuft die Autoroute A19.

## Bevölkerungsentwicklung
| Jahr                       | 1962 | 1968 | 1975 | 1982 | 1990 | 1999 | 2006 | 2013 | 2022 |
| Einwohner                  | 464  | 420  | 392  | 481  | 532  | 620  | 747  | 800  | 818  |
| Quellen: Cassini und INSEE |      |      |      |      |      |      |      |      |      |

## Sehenswürdigkeiten
- Kirche Saint-Aignan, 1873 restauriert
- Schloss Bois-le-Roi, auf der alten Burg errichtet
- Schloss La Fontaine
- Wehrbrücke über den Cléry (Le Gril de Corbelin) aus dem 15. Jahrhundert, Monument historique seit 1929
- Mühle Tousset, Monument historique seit 1991
- Mühle Les Aulnes

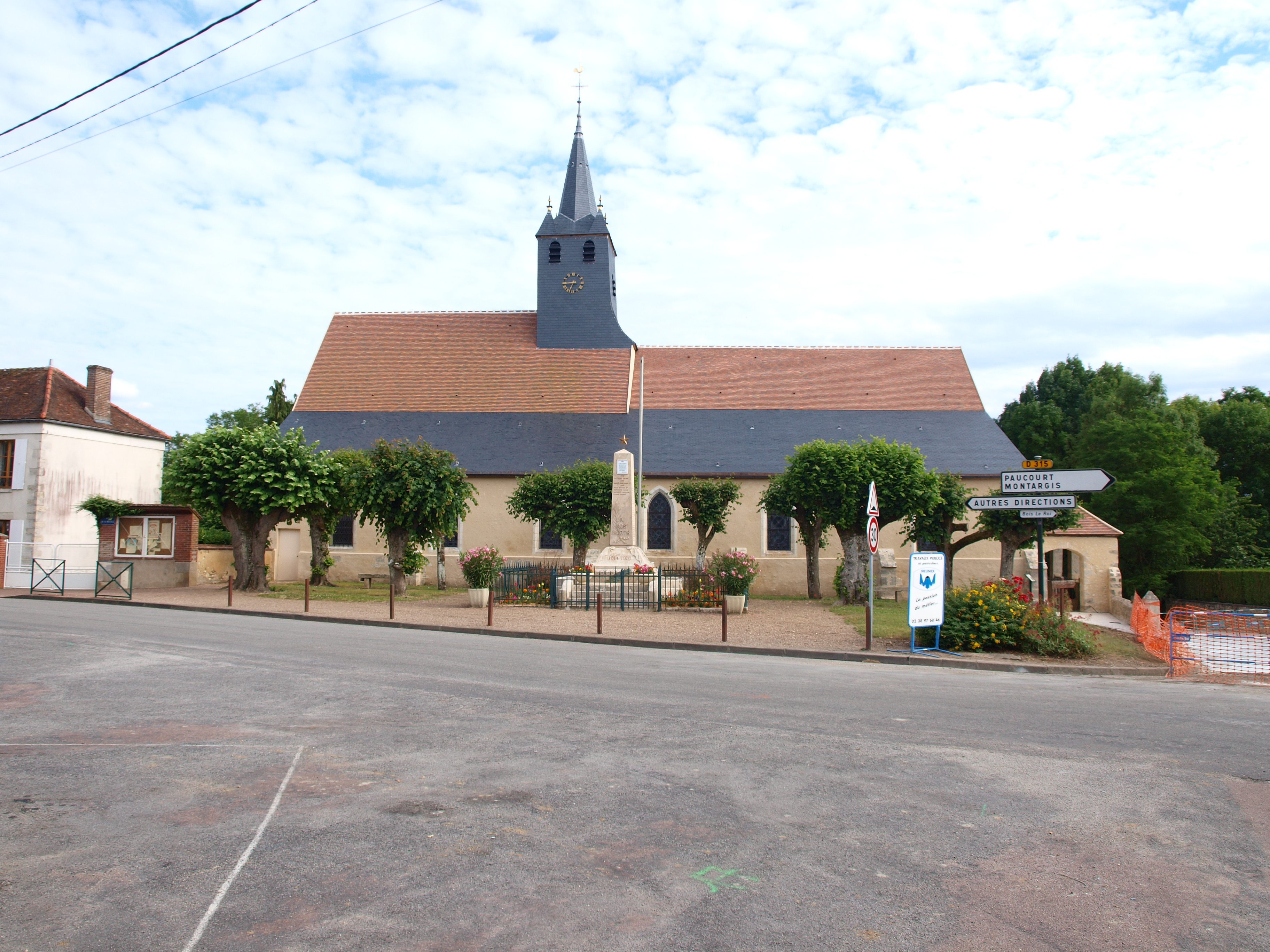
Kirche Saint-Aignan
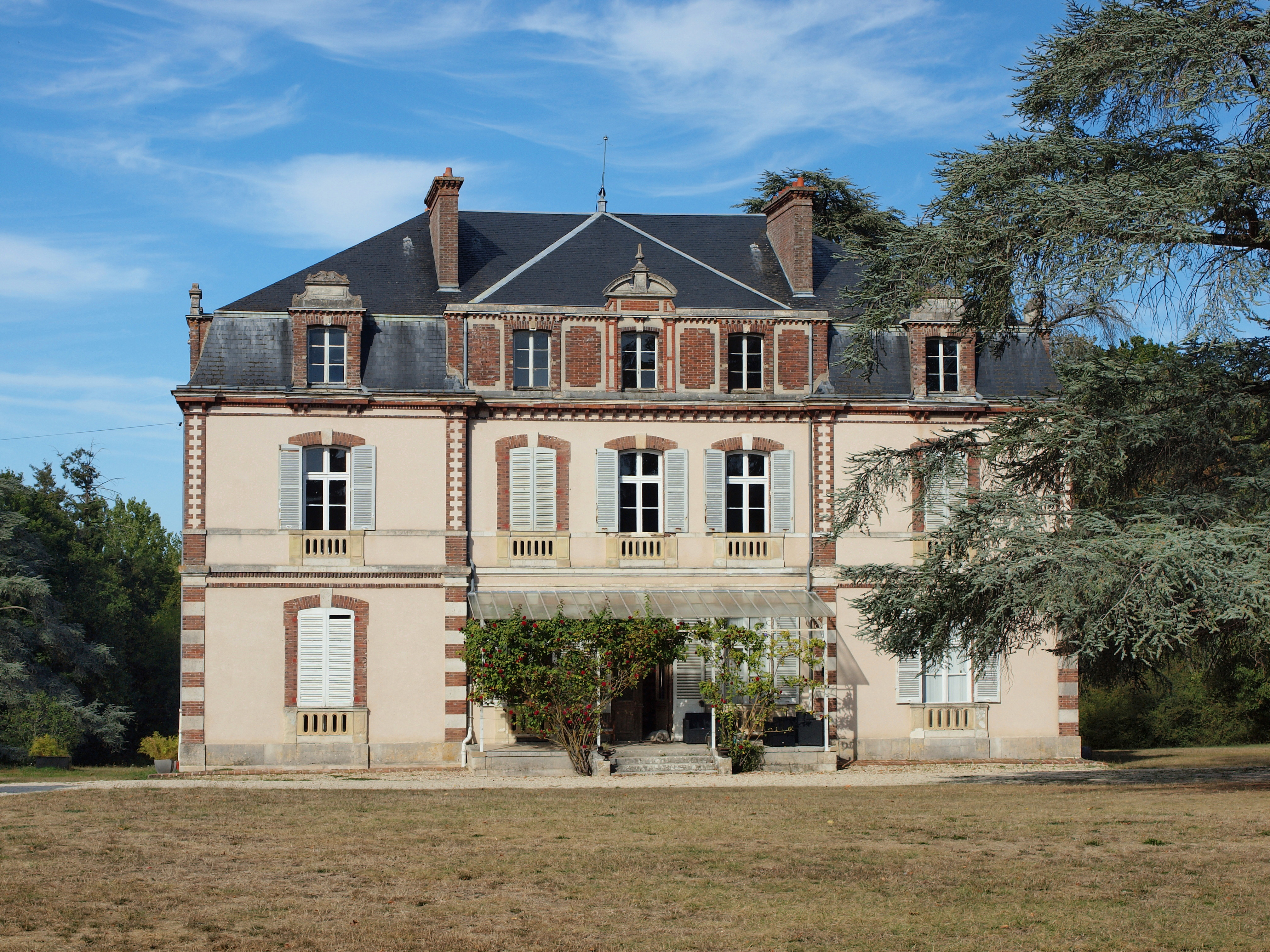
Schloss La Fontaine
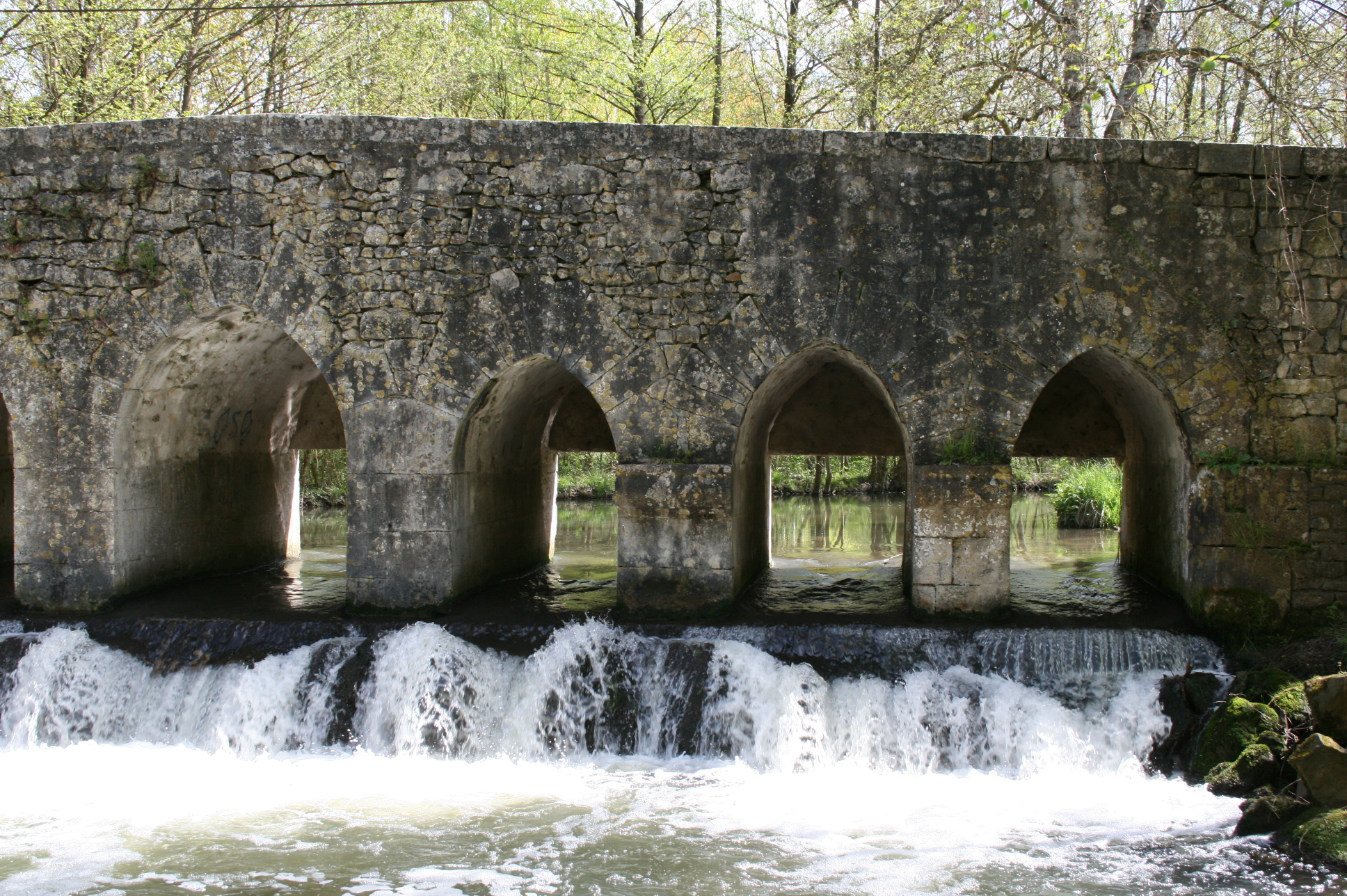
Brücke Le Gril de Corbelin
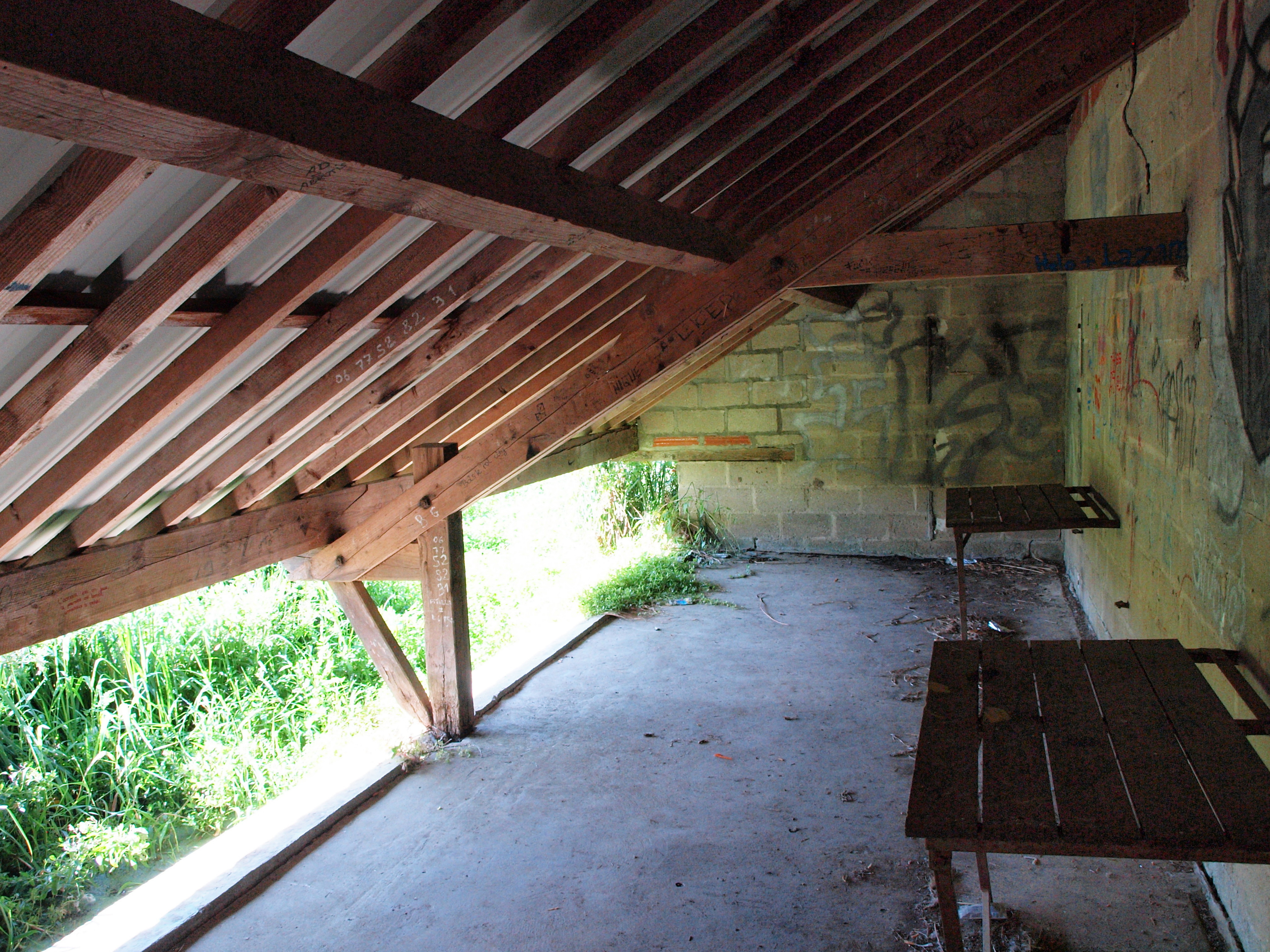
Lavoir
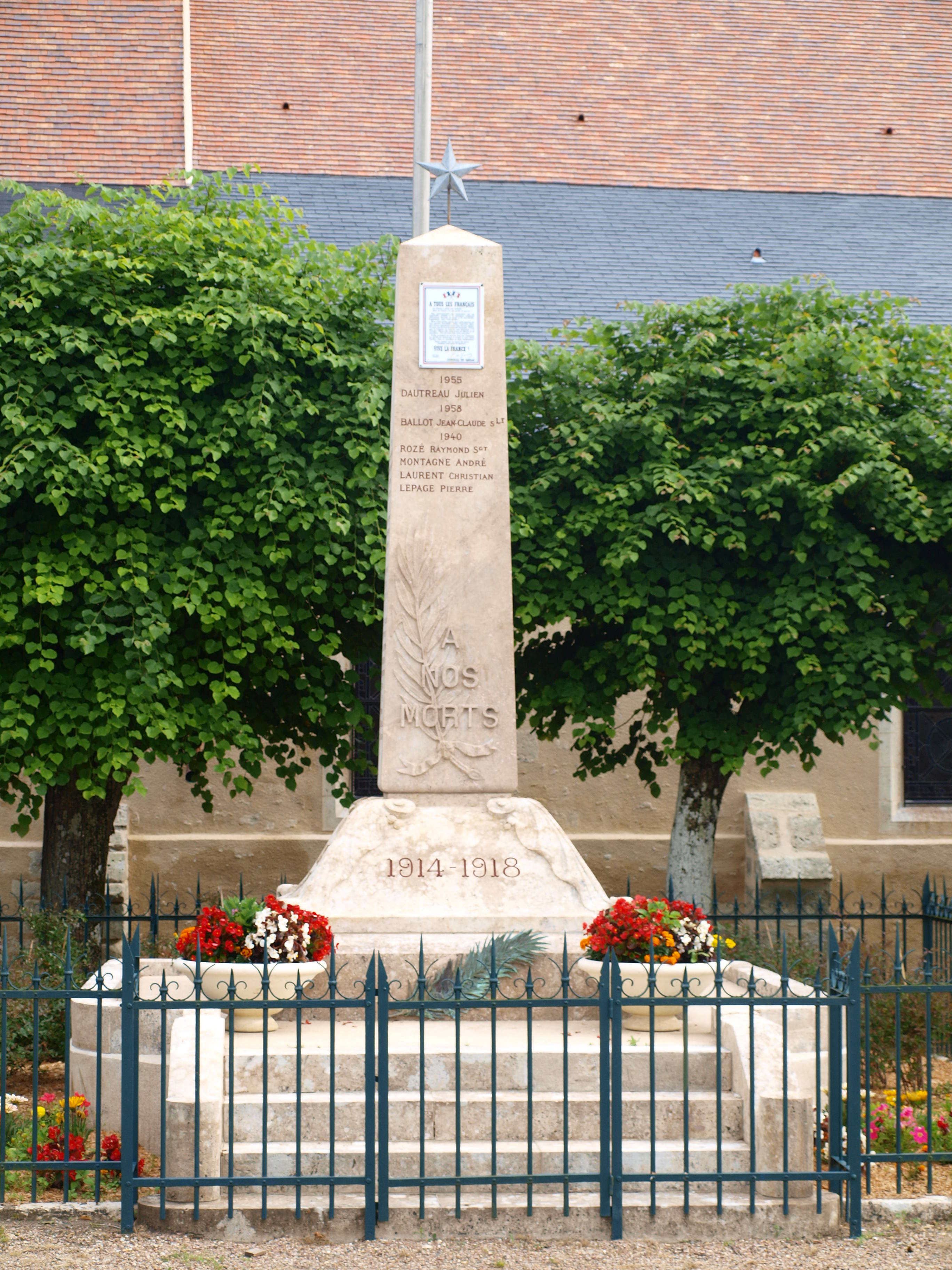
Gefallenendenkmal

## Persönlichkeiten
- Camille Royer (1897–1933),  Autorennfahrer